# David Solar
David Solar (Noja, Cantabria, 1943) es un periodista español, divulgador de temas históricos, especialmente Historia Contemporánea.

## Trayectoria profesional
Como periodista ha cubierto varios conflictos como la descolonización de Sahara español con el antiguo Diario 16 y posteriormente ha realizado trabajos para el diario El Mundo. También fue director de la revista La Aventura de la Historia donde ha publicado numerosos artículos sobre conflictos internacionales. En Madrid, entrevistó a Otto Skorzeny, en su despacho en la calle Montera.
Sus obras incluyen La caída de los dioses en la que el autor  cuenta cuales fueron los grandes errores estratégicos de Hitler durante la II Guerra Mundial.

## Obras
El laberinto de palestina: un siglo de conflicto árabe-israelí   ISBN:84-239-7758-7.